# Monts-en-Bessin
Monts-en-Bessin é uma comuna francesa na região administrativa da Normandia, no departamento Calvados. Estende-se por uma área de 7,17 km². Em 2010 a comuna tinha 414 habitantes (densidade: 57,7 hab./km²).